# Зіркомох цьогорічний
Зіркомох цьогорічний (Mnium hornum) — вид мохів порядку головмохальних (Bryales).

## Поширення
Ареал охоплює такі частини світу: Європа, Північна Африка, Північна Америка, Азія.
Населяє береги вздовж струмків, морські береги, скелі на вологому піщаному ґрунті, гумус; від низьких до помірних висот.

## Галерея

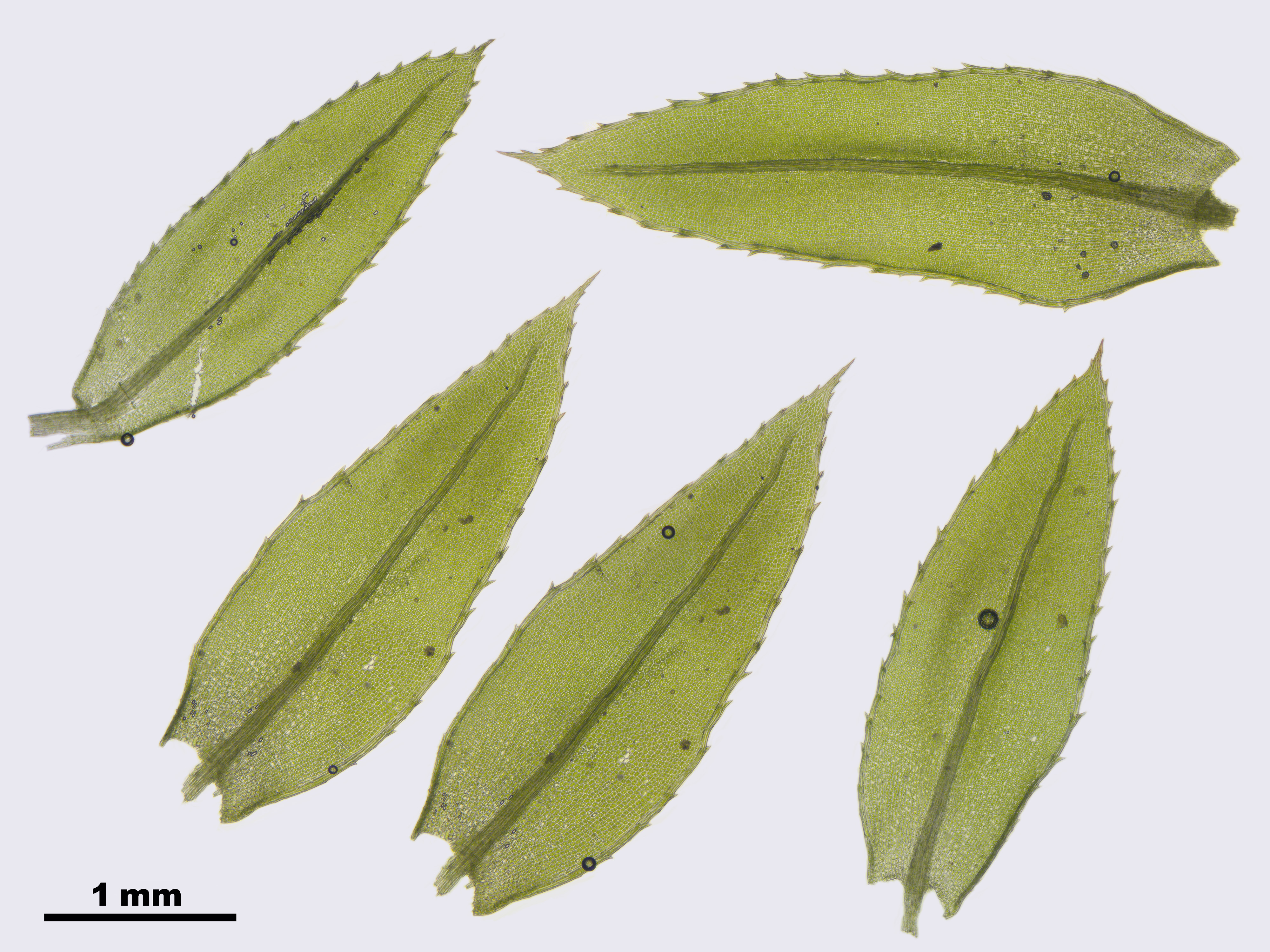
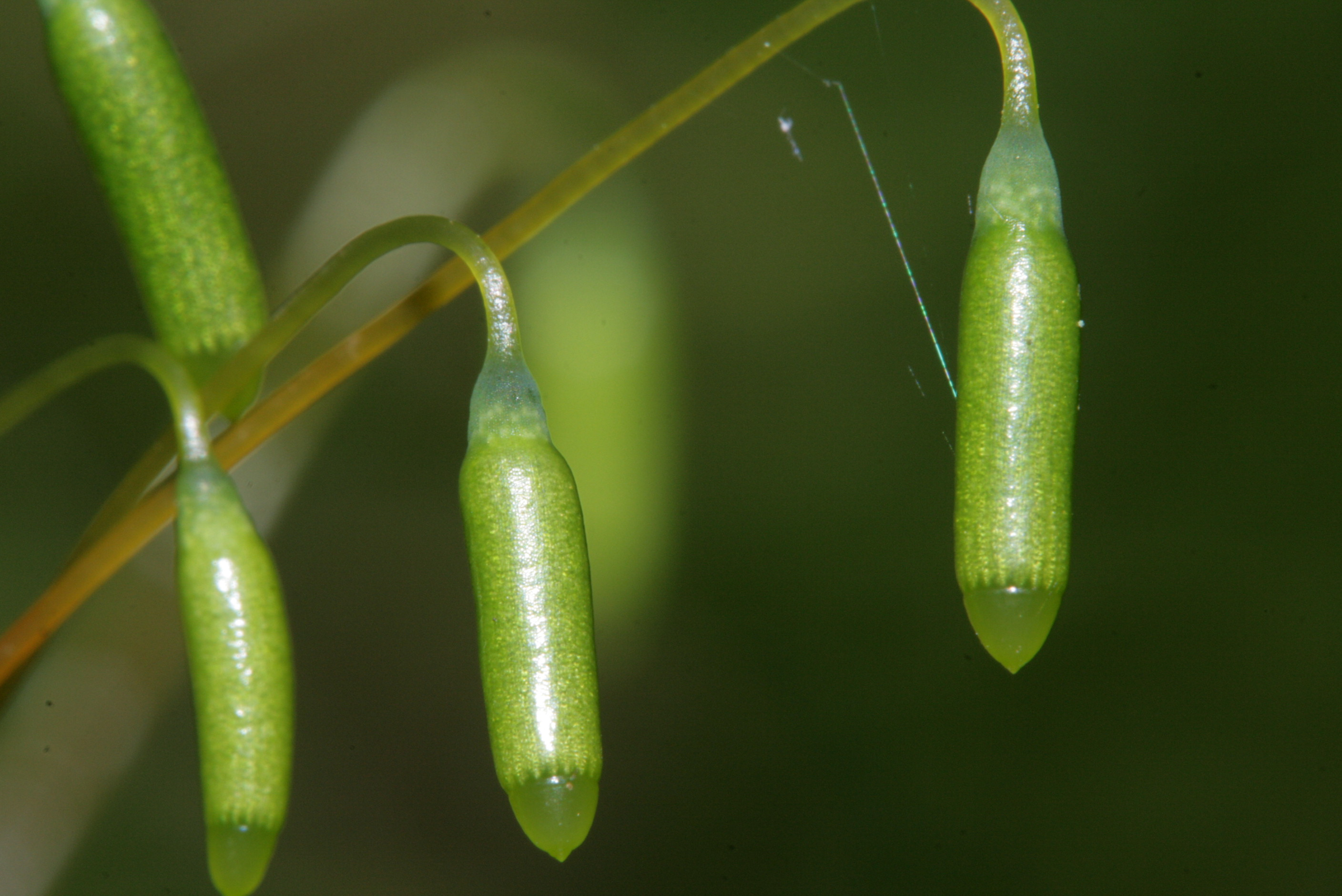
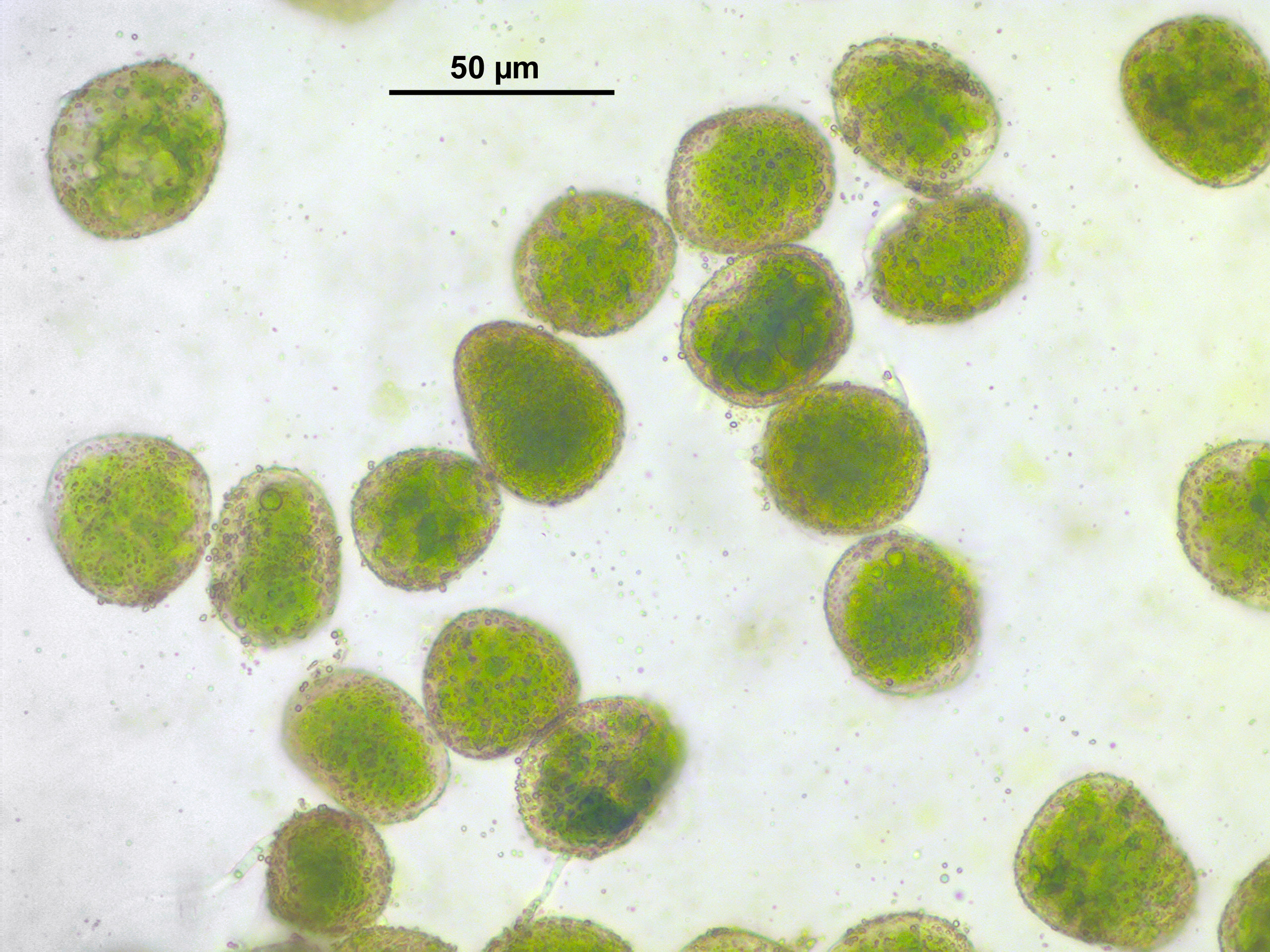

## Характеристика
Рослини 1.5–5(8) см. Стебла червоні чи бурі. Листки зелені, жовтуваті або зрідка темно-зелені, злегка зігнуті, зазвичай згорнуті і закручені в сухому стані, іноді з одного боку стебла, вузько-еліптичні, вузько-яйцеподібно-еліптичні або яйцювато-ланцетні, 3–6 мм; краї блідо-коричневі, 2-шаруваті, зубчасті до нижньої середини листка, іноді до основи, зубці парні, великі, гострі; верхівка гостра чи загострена. Вид дводомний. Коробочка блідо-коричнева, 3–5 мм. Спори 30–35 мкм.